# Thérèse-Cunégonde Sobieska
Pour les articles homonymes, voir Sobieska.
Thérèse-Cunégonde Sobieska, née le 4 mars 1676 à Cracovie (république des Deux Nations) et morte le 10 mars 1730 à Venise (république de Venise) est électrice consort de Bavière et régente du gouvernement de l'électeur de Bavière pendant 7 mois en 1704/1705.

## Biographie

### Enfance
Thérèse-Cunégonde Sobieska est le second enfant de Jean III Sobieski, roi de Pologne, et de Marie-Casimire-Louise de La Grange d'Arquien. Elle est baptisée à Jaworow le 19 juillet 1676, ayant pour parrain Charles II, roi d'Angleterre et pour marraine Marie-Thérèse d'Autriche, femme de Louis XIV. Elle a un frère aîné, Jacques-Louis-Henri Sobieski ainsi que trois plus jeunes frères : Aleksander Benedykt (1677-1714), Konstanty Wladyslaw (1680-1720) et Jean (1682-1685).
Elle reçoit une éducation en latin, italien et français. À la cour royale, Thérèse est passionnée de peinture et de musique. Début 1692, son père prévoit de la marier au prince du Danemark mais ce projet est abandonné.

### Mariage
Le 15 août 1694, à l'âge de dix-neuf ans, elle épouse Maximilien-Emmanuel de Bavière, gouverneur des Pays-Bas espagnols et électeur de Bavière. Il est ancien compagnon d'armes de son père et veuf de Marie-Antoinette d'Autriche. Le mariage a lieu par procuration, son frère aîné remplaçant le marié, à Varsovie et les mariés ne se rencontreront que le 1er janvier 1695 à Bruxelles. Son voyage,financé par sa mère, durera environ 50 jours et sera accompagné de fastes. Sa dot est de 500,000 thalers.

### Électrice de Bavière
Depuis les Pays-Bas espagnols, Thérèse-Cunégonde Sobieska donne naissance à 6 enfants avant que la famille ne déménage à Munich en mai 1701. À la suite de l'évacuation de la cour bavaroise des Pays-Bas espagnols après la défaite de la bataille de Blenheim (le 13 août 1704), elle devient princesse régente du gouvernement de l'électeur de Bavière. La manœuvre est habile puisque, juridiquement, la guerre est contre l’Électeur et non Thérèse. C'est la seule fois où une femme dirige l'Électorat de Bavière. Cependant l'empereur Léopold Ier la force à signer le traité d'Ilbersheim, le 5 novembre 1704. Celui-ci inclut un cessez-le-feu et ne lui donne que la responsabilité du Rentamt Munich, l'un des quatre districts administratifs du duché de Bavière, tandis que le reste de la Bavière est placé sous la tutelle militaire de l'empire d'Autriche. Au début de cette période, Thérèse essaie de décider en collaboration avec Max Emmanuel mais le courrier prend trop de temps pour que cela soit efficace. Elle doit aussi faire face à la défection d'une partie de la noblesse bavaroise en faveur de l'empereur.

### Exil
Le 21 décembre 1704, Thérèse-Cunégonde Sobieska donne naissance au dernier de ses garçons. En février 1705, elle part rencontrer sa mère à Padoue à la suite de la découverte d'une correspondance écrite entre son mari et la comtesse d'Arco, Agnès Le Louchier, sa maîtresse. À son retour en mai, L'armée impériale ne lui permet pas de revenir à Munich, en violation du traité d'Ilbersheim. Ses quatre fils sont gardés par les Autrichiens à Klagenfurt tandis que les ses deux plus jeunes garçons et sa fille sont à Munich.
Après la bataille de Ramillies, le 23 mai 1706, Max Emmanuel est contraint de fuir les Pays-Bas espagnols et trouve refuge à la cour de France située à Versailles. Max Emmanuel vivra avec sa maîtresse française Agnès Le Louchier pendant son exil de 1704 à 1715.
Thérèse-Cunégonde Sobieska essaie de négocier son retour à Munich auprès de l'Empereur en demandant l'aide de la république de Venise, du Pape Clément XI, du prince Eugène de Savoie et de la reine d'Angleterre. Elle tente d'utiliser comme médiateurs le duc de Modène et la grande-duchesse de Toscane mais sans résultats. Sur le plan domestique, les rétributions financières et militaires imposées par Joseph Ier créent de nombreuses révoltes et elle perd un fils. Par conséquent, 

### Retour
Thérèse-Cunégonde Sobieska passe dix ans en exil à Venise, ne revenant qu'en 1715 lorsque la guerre de Succession d'Espagne se termine et que Max Emmanuel retrouve son électorat le 7 septembre 1714 par le Traité de Baden. Malgré un court règne de 7 mois, Thérèse laisse un bilan positif où notamment le rôle de la noblesse est amélioré.
Le 8 avril 1715, elle retrouve son mari et fonde le monastère de Servitinnen à Munich dédié à Sainte Elisabeth la même année.
À la mort de son mari en février 1726, elle ne se remarie pas et une fois son fils aîné Charles VII devenu empereur, elle se retire à Venise.
Après sa mort, son corps est transféré à Munich et enterré dans un cercueil auprès de son mari, dans la crypte princière de l'église des Théatins, construite par son beau-père, Ferdinand-Marie de Bavière.

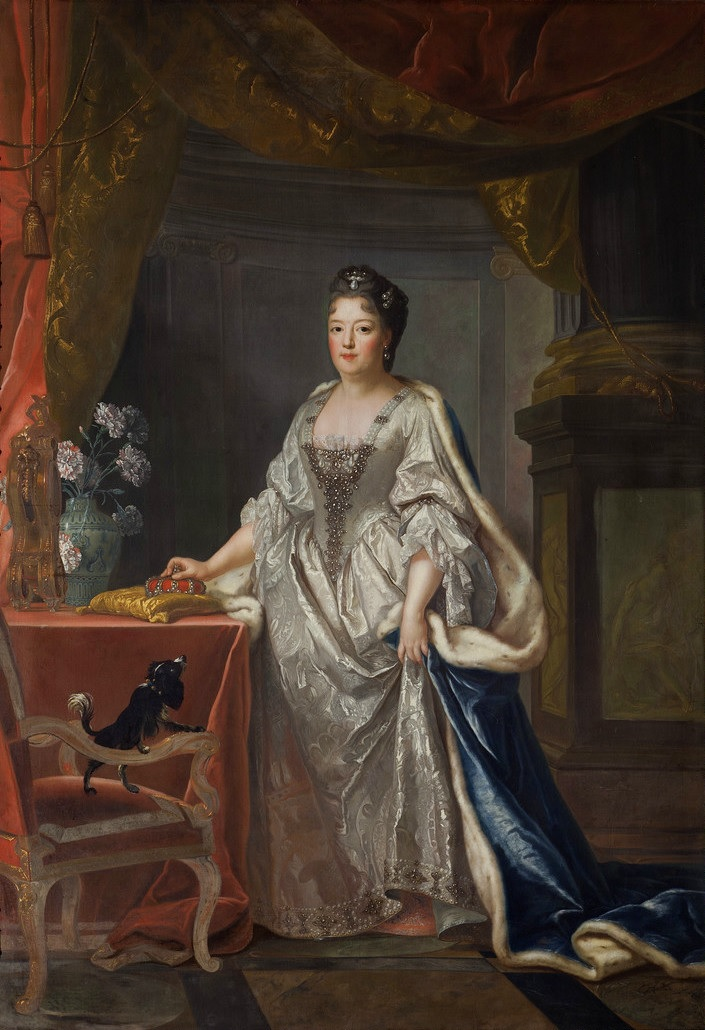
Thérèse-Cunégonde Sobieska, électeur de Bavière, par Franz Joseph Winder vers 1725

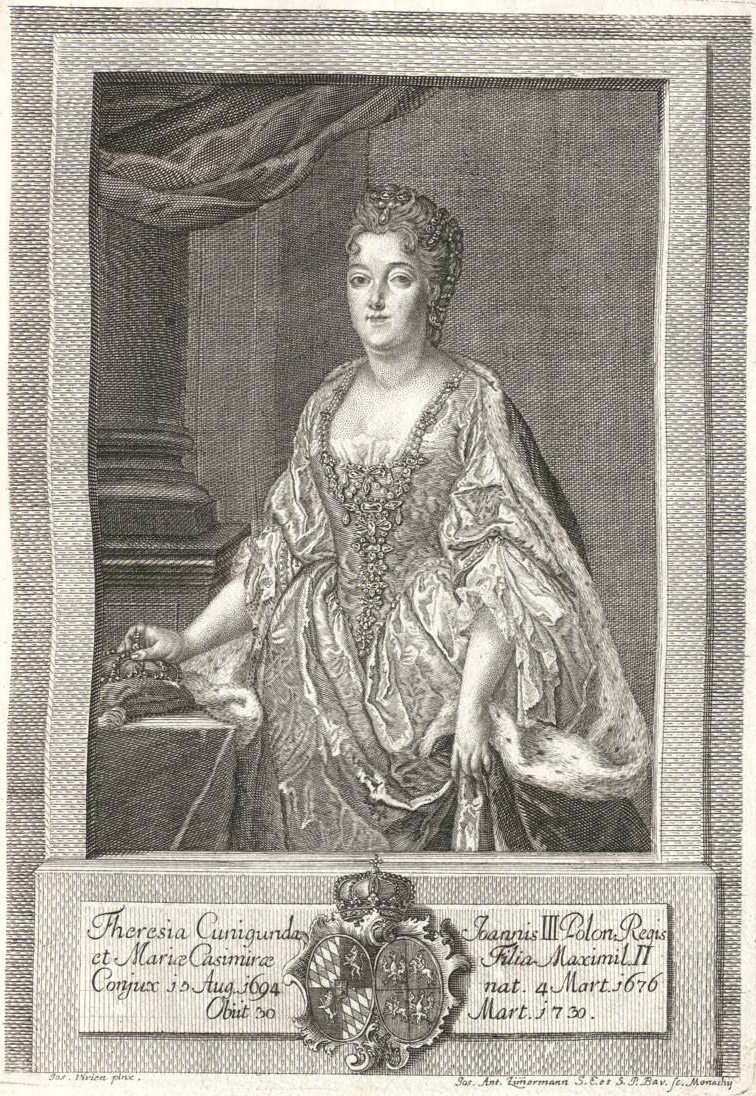
Thérèse-Cunégonde Sobieska

## Postérité
De son mariage avec Maximilien-Emmanuel naîtront dix enfants:
- un fils mort-né (12 août 1695)
- Marie Anne (1696-1750), religieuse chez les Clarisses de Munich
- Charles VII du Saint-Empire (1697-1745), électeur de Bavière et empereur en 1742, épouse en 1722 Marie-Amélie d'Autriche (1701-1756)
- Philipp Moritz de Bavière (de) (5 août 1698 - 12 mars 1719, Rome), évêque de Paderborn et Münster
- Ferdinand-Marie-Innocent de Bavière (1699-1738), « Generalfeldmarschall », épouse en 1719 Marie-Anne-Caroline de Palatinat-Neubourg (1693-1751)
- Clément-Auguste de Bavière (1700-1761), évêque de Ratisbonne puis archevêque-électeur de Cologne en 1723, Grand maître de l'ordre Teutonique en 1732
- Guillaume (12 juillet 1701- 12 février 1704, Munich)
- Aloÿs Johann Adolf (21 juin 1702, Munich, Munich-1704)
- Jean-Théodore de Bavière (1703-1763), évêque de Ratisbonne (1719) et Freising (1727) puis en 1744 prince-évêque de Liège
- Maximilien-Emmanuel (21 décembre 1704, Munich -1709)